# コミックエール!
『コミックエール!』（COMIC YELL!）とは、芳文社から発行されていた漫画雑誌である。装丁はB5判で無線綴じ、定価は550円。コンセプトは「男の子向けの少女マンガ誌」。

## 概要
男性読者層の購読を想定した少女漫画雑誌。創刊時の宣伝で「業界初」と謳われていたが、実際にはそれ以前に同様のコンセプトで作られた『コミックハイ!』（双葉社）が存在していた。
掲載作家に少女漫画畑の作家はほとんどおらず、4コマ作家、同人畑の作家、BL作家などで構成されていた。
4コマ漫画専門雑誌『まんがタイムきららキャラット』の増刊として刊行されていた。なお、掲載作品中、4コマ漫画はごく一部に限られていた。
2007年5月11日に創刊。同年8月9日にVOL.2が刊行、11月10日刊行のVOL.3から隔月刊となった。
2009年5月9日に発売されたVOL.12で休刊となった。
連載作品の単行本は、2008年7月28日より、「まんがタイムKRコミックス エールシリーズ」レーベルから発売された。

## 掲載作品
（タイトル名の50音順）

### 休刊まで連載
- あまだれ!（コダマナオコ）
- 御伽楼館（天乃咲哉）
- 片恋ひ迷子（睦月のぞみ）※連続ゲスト扱い。
- サトリップ（むねきち）※連続ゲスト扱い。
- さんぶんのいち。（松沢まり）→『まんがタイムきららフォワード』に移籍
- 純真ミラクル100%（秋★枝）→『まんがタイムきららフォワード』に移籍
- ひみつのはなぞの（ひらふみ）※連続ゲスト扱い。
- ホーリー☆ホーリー（若月神無）※連続ゲスト扱い。
- 魔法少女いすずさんフルスロットル（あらたとしひら）
- 恋愛ラボ（宮原るり）※『まんがホーム』に並行連載、Vol.1に読切掲載後、Vol.6より正式連載開始。→『まんがタイムスペシャル』に移籍。単行本は「まんがタイムコミックス」レーベルで刊行。
- リトル・リトル（ろくこ）※不定期連載。
- 凛 ‐COCORO-NAVI Another View‐（原作：Q-X・作画：しんやそうきち）

### 休載中のまま終了
- まよえるグラビーノ（統月剛）

### 連載終了
- あいふぉ～愛火～（須田さぎり）
- 赤くない糸（仙石寛子）
- 溺れるようにできている。（シギサワカヤ）※単行本発売後のVOL.8に読みきりが掲載されたが、単行本（完全版）に収録された。
- ぎふと（山田J太）→『月刊ドラゴンエイジ』に移籍
- 境界恋愛少年少女（水谷悠珠/かえで透）
- 私立中央学園（作：やまぐち香音・画：Fay）
- すいーとりぼん!（かたぎりあつこ）※連載終了後のVOL.9に単行本販促漫画が掲載された。
- 背伸びして情熱（仙石寛子）
- ゾンビ ロマンチシズム（睦月のぞみ）
- 能力開発研究部!（望月ぱすた）
- バイエルがきこえる（小石川ふに）
- プチ・シェバト〜賢者の休日〜（須田さぎり）
- ポジティブスター★ポジティブスタイル（黒渕かしこ）
- リスランタンプティフルール（さかもと麻乃）

### 読み切り
VOL.1
- 逢魔ヶ刻の僕と君とアレとアレ。（睦月のぞみ）
- さくらんぼほーむ（土家千明）
- まいどる（神堂あらし）
- ミス・ポピーシードのメルヘン横丁（山本ルンルン）
- 月-moon-（むんこ）
- ラブイーブン（須田さぎり）

VOL.2
- 大なり小なり（黒渕かしこ）
- 人斬り恋愛ロジック（睦月のぞみ）
- まなざしを気にして（日坂水柯）

VOL.3
- 恋☆キラリ（うえだ美貴）
- ハピ×ハピ（芳原のぞみ）

VOL.4
- 前略 かしこ（小川ひだり）
- ひかり☆コンフュージョン（たむら純子）
- ラブイーブン イーブンモア（須田さぎり）※VOL.1の続き。
- リサイクリング・ビューティー（睦月のぞみ）
- りばぁす!（豊田アキヒロ）

VOL.5
- ガラスのさかいめ（佐原ナギ）
- シスちぇん（瀬口たかひろ）
- ステップアップ（須田さぎり）
- らぶわん（河原勇太）

VOL.6
- こいはじめ〜kiss to kiss〜（たむら純子）
- その声は彼方に消えて（結桐たかし）
- たゆたうエイリアン（須田さぎり）

VOL.7
- それは初恋のように（結桐たかし）
- 海のもくずになりませんっ!（小川ひだり）

VOL.8
- NO OTAKU NO LIFE（ひらふみ）

VOL.9
- シスちぇん（瀬口たかひろ）※VOL.5の続き。
- 微 カオスチック エンター（睦月のぞみ）
- まなざしを気にして（日坂水柯）※VOL.2の続き。

VOL.10
- 海と泡沫（MINCE PIE）
- カメリア≠コンプレックス（黒渕かしこ）
- 君が幸せであるように（結桐たかし）

VOL.11
- 苺バーレスク（MINCE PIE）
- 一途な恋では（仙石寛子）
- 「おねえちゃんといっしょ。」（山田J太）
- Catch You Catch Me（結桐たかし）
- また明日（楽時たらひ）

VOL.12
- 赤い糸は見えているか（結桐たかし）
- あなたにとって、わたしにとって（仙石寛子）
- あめのち（黒渕かしこ）
- 「おとうとくんといっしょ。」（山田J太）※VOL.11の続き。
- 片恋ひ迷子（睦月のぞみ）
- 夏のかげろう（MINCE PIE）

## エールガールイラストピンナップ
※VOL.1とVOL.2のみに掲載。
- 松沢まり（VOL.1〈創刊号〉掲載）
- まりお金田（VOL.1〈創刊号〉掲載）
- 佐々木少年（VOL.1〈創刊号〉掲載）
- 倉藤倖（VOL.1〈創刊号〉掲載）
- COM（VOL.2 掲載）

## 表紙イラストの変遷
※カッコ内は表紙イラスト掲載号。
1. 松沢まりイラスト（VOL.1〈創刊号〉）
2. さんぶんのいち。（松沢まり）（VOL.2、VOL.3、VOL.5、VOL.7、VOL.9、VOL.12）
3. 純真ミラクル100%（秋★枝）（VOL.4、VOL.8）
4. リトル・リトル（ろくこ）（VOL.6）
5. ぎふと（山田J太）（VOL.10）
6. 魔法少女いすずさんフルスロットル（あらたとしひら）（VOL.11）

## 別冊ぷちエール!
「夏のエールコミックスフェア」として、2008年7月、8月発売分の単行本の帯に付属された応募券を編集部に送付すると、抽選により300人に贈られた小冊子。対象となった単行本の作品の『特別編（番外編）』と、それぞれの作品の作家をシャッフルした『シャッフル編』が掲載されている。『シャッフル編』での担当作家は以下の通り。
- さんぶんのいち。（コダマナオコ）
- 溺れるようにできている。（松沢まり）
- 御伽楼館（秋★枝）
- 純真ミラクル100%（シギサワカヤ）
- あまだれ!（天乃咲哉）

なお、表紙はコダマナオコが担当している。

## 備考
『私立中央学園』『能力開発研究部!』『バイエルがきこえる』は、VOL.2の時点では次回の掲載が予告されていたがVOL.3からの隔月刊化によるリニューアルによって終了となった。また、『ミス・ポピーシードのメルヘン横丁』もVOL.3から連載開始予定だったが、同じ理由で連載はされなかった。
『プチ・シェバト〜賢者の休日〜』は、VOL.9の時点では次回の掲載が予告されていたがVOL.10には掲載されなかった。作者のブログによると、他誌での再開を調整中とのこと。